# ピクティスト
ピクティストとは、街中にあるピクトグラムの写真を撮り、インターネットにアップロードしたり自分で見て楽しんでいる人のことである。
また、ピクトさんのことをリスペクトし、研究する人たちのことである。

## 概要
ピクトさんとは、ピクトグラムのことである。

## 歴史
ピクトグラムは1964年に開催された東京オリンピックで外国人にもわかりやすいように、という思いでつくられた。

## 代表的なピクティスト
内海慶一　　日本ピクトさん学会の会長。　主な著書：ピクトさんの本(内海慶一　ビー・エヌ・エヌ新社　2007年)

## ピクトグラム
ピクトグラム（英語: pictogram）あるいはピクトグラフ（英語: pictograph）とは、一般に「絵文字」「絵単語」などと呼ばれ、何らかの情報や注意を示すために表示される視覚記号（サイン）の1つである。一般的に地と図に明度差のある2色を用いて、表したい概念を単純な図として表現する技法が用いられる。様々なマークが数多く存在する。

## ピクトさん
ピクトさんという名前はピクトグラム（pictogram）に由来している。日本ピクトさん学会会長の内海慶一により2003年に命名された。ピクトグラムとは「絵文字」という意味で、メッセージを視覚的に伝える図のことである。
ピクトさんは、道路、駅、工事現場、デパート、各種施設など街のいたるところで見られる。滑って転びやすい場所で注意を促す「転倒系ピクトさん」や、頭をぶつけやすい場所で注意を促す「頭打ち系ピクトさん」など、様々なピクトさんが存在する。